# Forțele armate poloneze din vest

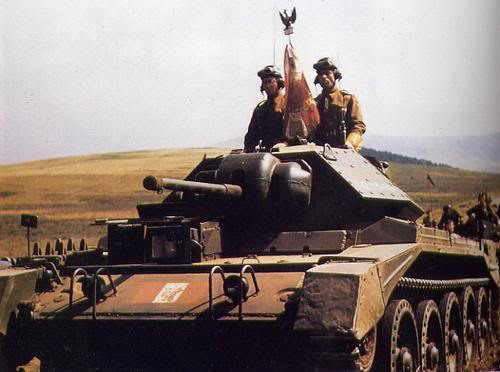
Tanc al Diviziei I poloneză blindată, Haddington, 1943

Forțele armate poloneze din vest se referă la formațiunile militare poloneze constituite în afara granițelor naționale, aflate sub controlul guvernului polonez în exil, care au luptat de partea Aliaților occidentali împotriva Puterilor Axei în timpul celui de-al doilea război mondial. Aceste formațiuni armate au fost formate în Franța și în teritoriile controlate de francezi în Orientul Mijlociu după înfrângerea și ocuparea Poloniei în septembrie 1939. După înfrângerea Franței, aceste formațiuni au fost recreate în Regatul Unit. Forțele armate poloneze din vest erau compuse din ramurile armatei terestre, aeriene și ale marinei. În timpul războiului, aceste forțe armate au fost considerate unele dintre cele mai numeroase ale alianței antinaziste, fiind considerate uneori ca a patra din punct de vedere al mărimii forțele Aliaților occidentali. Forțele armate poloneze din vest au fost în cele din urmă demobilizate în 1947, iar mulți dintre soldații polonezi au preferat să rămână în exil, decât să se întoarcă în patria controlată de comuniști .

## Contextul istoric
După înfrângerea Poloniei în scurta campaniei din 1939, a fost organizat rapid un guvern în exil în Franța și, sub conducerea directă a lui Władysław Sikorski, o nouă forță armată, care număra la început cam 80.000 de militari. Unitățile armate poloneze erau subordonate la început Armatei Franceze. La începutul anului 1940, Brigada de vânători de munte poloneză a participat la bătălia de la Narvik din Norvegia. În Siria sub mandat francez a fost organizată Brigada poloneză independentă „carpatică”. Forțele aeriene poloneze din Franța cuprindeau 86 de aparate de zbor, organizate în patru escadrile, două escadrile fiind gata de luptă, iar două fiind în diferite stadii de pregătire. În timpul luptelor din Franța, de partea aliaților au participat două divizii poloneze de infanterie – Divizia I grenadieri și Divizia a II-a fusilieri (infanterie) – în vreme ce o brigadă de motorizată și alte două de infanterie erau în plin proces de formare. 
Când Franța a capitulat, comandantul suprem și, mai târziu, prim-ministrul guvernului în exil Władysław Sikorski a reușit să evacueze aproximativ 20.000 de soldați în Regatul Unit. Aceste unități militare au fost subordonate Armatei Britanice , cele mai multe unități poloneze fiind încartiruite în Scoția de est. La început, polonezii au avut ca sarcină sprijinirea apărării de coastă britanice, în tot acest timp fiind reorganizat Corpul I de armată polonez.
În 1941, după semnarea unei înțelegeri între guvernul polonez în exil și Stalin, Uniunea Sovietică a eliberat un mare număr de prizonieri de război polonezi, din care aproximativ 75.000 au format o puternică armată în Orientul Mijlociu, sub conducerea generalului Władysław Anders, care avea să devină mai târziu Corpul al II-lea de armată polonez.
Forțele armate poloneze din vest au luptat sub comandă britanică. În martie 1944, efectivele poloneze din vest atingeau 195.000 de soldați, iar la sfârșitul anului scăzuse la doar 165.000 de oameni, din care aproximativ 20.000 de militari în Forțele aeriene poloneze și 3.000 în Marina poloneză. La sfârșitul războiului, Forțele armate poloneze din vest aveau 195.000 de oameni, iar în iulie 1945 își crescuse efectivele la 228.000, cei mai mulți nou veniți fiind prizonieri de război și foști internați în lagărele de concentrare eliberați. 
Forțele armate poloneze din vest au luptat în marea majoritatea operațiunilor militare aliate împotriva Germaniei Naziste și Italiei fasciste în Orientul Mijlociu, Mediterana, Africa și Italia, (aducându-și o contribuție hotărâtoare în timpul bătăliei de la Monte Cassino) și pe frontul vest-european (de la raidul de Dieppe, continuând cu Ziua Z și Operațiunea Overlord, până la Operațiunea Market Garden).
După capitularea Germaniei din 1945, trupele poloneze au luat parte la sarcinile forțelor de ocupație din zonele de ocupație ale aliaților vestici. În ciuda contribuției lor la victoria împotriva Axei, polonezii din vest nu au fost invitați să participe la Parada victoriei de la Londra din 1946.  Forțele armate poloneze din vest au fost demobilizate în cele din urmă în 1947, mulți dintre soldați alegând să rămână în occident în loc să se reîntoarcă în Polonia controlată de comuniști, unde erau considerați „inamici ai poporului”, influențați de idealurile capitaliste, persoane loiale guvernului în exil și unde riscau să fie închiși (sau executați în unele cazuri). Incapacitatea (sau lipsa de voință) a Aliaților occidentali de a-și ține promisiunile făcute Poloniei, care era acum în sfera de influență sovietică, a devenit cunoscută în rândurile polonezilor cu numele de „trădarea occidentală”. Numărul de foști soldați polonezi care nu au mai dorit să se reîntoarcă în Polonia comunistă a fost atât de ridicat, încât a fost fondată o organizație specială a guvernului britanic pentru a-i ajuta să se stabilească în Regatul Unit. 114.000 soldați polonezi s-au adresat acesteri organizații. După război, toți acești foști soldați au devenit parte a minoritatea poloneză din Regatul Unit.

## Istoricul formațiilor de luptă

### Armata terestră
Armata poloneză din Franța a început să fie organizată imediat după înfrângerea Poloniei în 1939 și cuprindea aproximativ 80.000 – 8 5.000 de oamenei.
Pe teritoriul european al Franței au fost organizate patru divizii de infaterie (Divizia I grenadieri, Divizia a II-a de infanterie (fusilieri), Divizia a III-a de infanterie și Divizia a IV-a de infanterie), o brigadă motorizată, (Brigada a 10-a cavalerie blindată) și o brigadă de vânători de munte (Brigada independentă de vânători de munte). Brigada poloneză independentă de vânători de munte a luat parte la bătălia de la Narvik de la începutul anului 1940. După atacul german împotriva Franței, toate formațiunile militare poloneze au intrat în luptă. Datorită logisticii și politicii ineficiente franceze, tuturor formațiunilor poloneze le lipseau o bună parte a echipamentului și proviziilor, în special Diviziilor a III-a și a IV-a, care erau încă în plină reorganizare. În Siria aflată sub mandat francez s-a format Brigada poloneză independentă „carpatică”, în principal din soldați care reușiseră să scape din țară evacuându-se prin capul de pod român. Această formație avea să se angajeze în luptele din Orientul Mijlociu.
După înfrângerea Franței, (pe câmpurile de luptă din Franța au căzut la datorie aproximativ 6.000 de polonezi), cam 13.000 de soldați polonezi au fost internați în Elveția. Generalul Władysław Sikorski, comandantul suprem și prim-ministrul polonez, a reușit până în cele din urmă să evacueze o parte a personalului militar polonez în Regatul Unit. (Se estimează că între 20.000 și 30.000 de soldați polonezi au fost evacuați în Regatul Unit). Dintre acești soldați s-a format Corpul I polonez, (format din Divizia I blindată, atașată mai târziu Armatei I canadiene), Brigada poloneză independentă de parașutiști și alte unități mai mici). 
În 1941 în urma unei înțelegeri dintre guvernul polonez în exil] și Stalin, Uniunea Sovietică a eliberat din lagăre un mare număr de cetățeni polonezi, din rândul cărora a fost formată în Orientul Mijlociu o forță armată de aproximativ 75.000 de oameni aflată sub comanda generalului Władysław Anders. Această armată, denumită Corpul al II-lea polonez era format din două divizii de infanterie (Divizia a 3-a carpatică și Divizia a 5-a kresowiană), o brigadă de tancuri (Brigada a II-a blindată) și alte unități mai mici. 

### Forțele aeriene

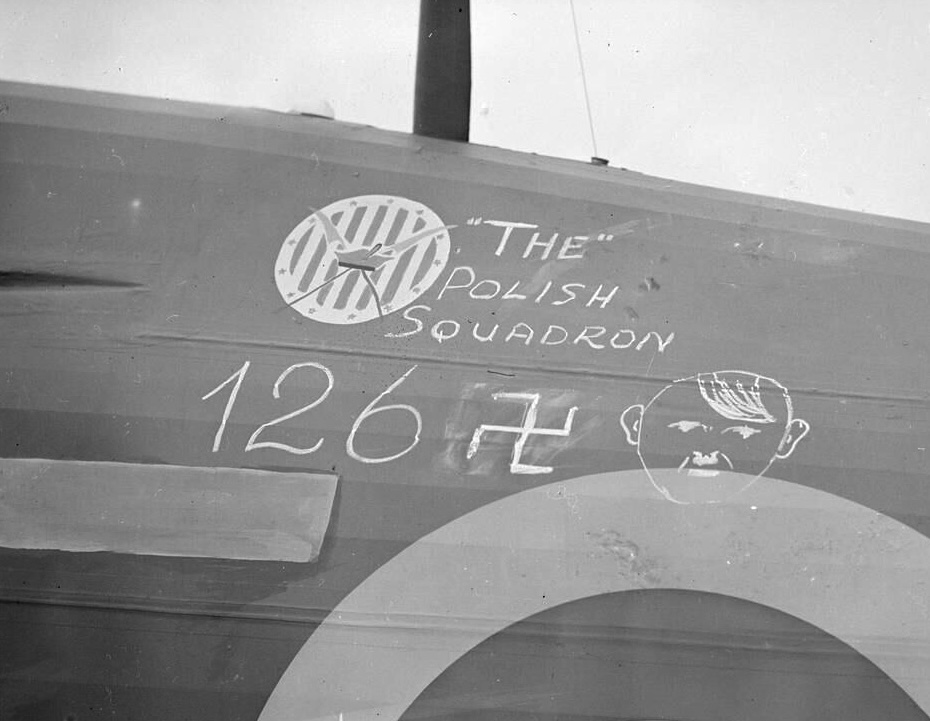
126 de avioane germane doborâte de Escadrila a 303-a în timpul Bătăliei Angliei. Numărul de victorii este însemnat pe fuselajul unui avion de vânătoare Hurricane.

Forțele Aeriene Poloneze din Franța au luptat în bătălia Franței în cadrul Escadrilei poloneze GC 1/145 și a mai multor unități detașate pe lângă escadrilele franceze. Un număr de piloți polonezi au pilotat avioane de transport militar. În timpul luptelor din Franța, cei aproximativ 130 de piloți de vânătoare au înregistrat 55 de victorii și au pierdut 15 oameni.
Încă de la începutul războiului, Royal Air Force (RAF) a primit în rândurile sale pe toți piloții străini, dată fiind lipsa acută de piloți experimentați ai forțelor aeriene britanice. Pe 11 iunie 1940, guvernul polonez în exil a semant o înțelegere cu guvernul britanic pentru constituirea Armatei terestre și a Forțelor aeriene poloneze în Regatul Unit. Primele două (dintr-un total de zece escadrile) escadrile de vânătoare poloneze au intrat în luptă în august 1940. Patru escadrile poloneze au luat parte la Bătălia Angliei, (Escadrilele nr. 300 și 301 bombardiere și Escadrilele nr. 302 și 303 vânătoare), cu un efectiv de 89 de piloți. Alături de cei 50 de piloți încadrați în escadrilele britanice, aviatorii polonezi au apărat cu succes cerul Regatului Unit. Piloții polonezi se numărau printre cei mai experimentați  luptători din bătălia aeriană a Angliei, după ce luaseră parte la luptele din Polonia din 1939 și Franța din 1940. În afară de această experientă de luptă, piloții polonezi beneficiaseră de unele dintre cele mai ridicate standarde de antrenament din perioada interbelică. Escadrila a 303-a, numită în cinstea eroului americano-polonez Tadeusz Kościuszko, a câștigat cel mai mare de număr de victorii dintre toate escadrilele angajate în luptele Bătăliei Angliei – 126 – deși s-a angajat în luptă doar din 30 august 1940. Piloții polonezi, care reprezentau doar 5% din totalul piloților aliați, au fost responsabili pentru 12% dintre victoriile piloților aliați din bătălia Angliei, (203), cel mai ridicat număr de victorii.
Forțele aeriene poloneze au fost implicate în luptele din Tunisia prin escadrila poreclită „circul lui Skalski” și a participat la raidurile asupra Germaniei din anii 1944 – 1945. În a doua jumătate a anului 1941 și la începutul anului 1942, escadrilele de bombardiere deservite de echipaje poloneze reprezentau a șasea parte a forțelor de care dispunea Comandamentul bombardierelor RAF. Echipajele poloneze au suferit pierderi grele în timpul luptelor, fără nicio posibilitate de înlocuire cu aviatori noi. Echipajele poloneze de pe bombardiere au pierdut în perioada 1940 – 1945 929 de oameni. În total, polonezii au pierdut 1.803 de aviatori din RAF în luptele celui de-al doilea război mondial. Cele 8 escadrile de avioane de vânătoare deservite de polonezi au avut 621 de victorii în luptele aeriene cu aparatele de zbor ale Axei, până  în mai 1945. La sfârșitul războiului, în cadrul RAF și a Forțelor Aeriene ale SUA se aflau aproximativ 14.000 de aviatori polonezi. 

### Marina

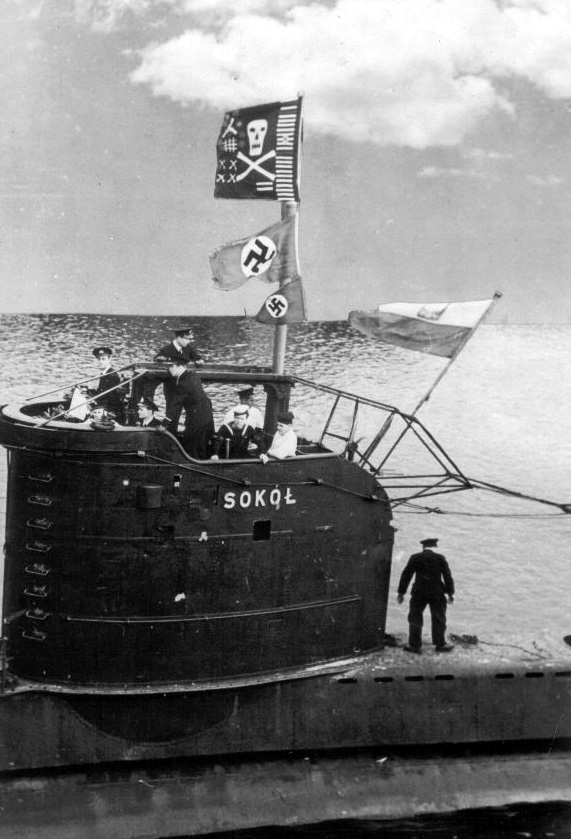
Submarinul „ORP Sokól (Şoimul)”

În ajunul izbucnirii războiului, trei distrugătoare poloneze (cele mai importante vase militare ale Marinei Poloneze), au traversat Marea Baltică și s-au refugiat în Regatul Unit (Operațiunea Peking). Vasele militare poloneze au luptat alături de cele ale Royal Navy. Marina Poloneză a cuprins în diferite faze ale războiului două crucișătoare și mai multe vase mici. Marinarii polonezi s-au distins alături de Aliați în multe bătălii navale și operațiuni susținute de Marina Regală sau a SUA, precum luptele împotriva cuirasatului Bismarck. În total, navele Marinei Poloneze au navigat în timpul războiului 1.200.000 mile marine, au escortat 787 convoaie, au participat la 1.162 acțiuni de patrulare și operațiuni de luptă, au scufundat 12 vase militare inamice, (inclusiv 5 submarine) și 41 de vase comerciale, au avariat alte 24 vase (din care 8 submarine) și au doborât 20 de avioane. Echipajele poloneze ale  celor 2 crucișătoare, 9 distrugătoare, 5 submarine și 11 vase torpiloare au însumat peste 4.000 de marinari, dintre care 450 au pierit în luptă.

### Spionajul și rezistența antigermană
Structurile informative au rămas aproape intacte după înfrângerea Poloniei în 1939 și au continuat să servească guvernul polonez în exil. Cunoscute ca „departamentul al 2-lea”, structurile informative poloneze au cooperat cu Aliații în toate țările europene ocupate de naziști și au controlat una dintre cele mai extinse rețele de spionaj din Germania Nazistă. Numeroși polonezi au lucrat în serviciile de informații ale altor puteri aliate. 43% dintre rapoartele informative primite de serviciile secrete britanice din Europa continentală în perioada 1939 – 1945 proveneau din surse poloneze. 
Cea mai mare parte a rezistenței poloneze (în special Armia Krajowa) era loială guvernului polonez în exil și delegatului acestuia din Statul Secret Polonez. Deși acțiunile militarea ale rezistenței poloneze care opera în Polonia ocupată și Forțele armate poloneze din vest nu aveau acțiuni comune, au existat câteva cazuri de cooperare. Rezistența a oferit Aliaților numeroase informații importante, precum cele despre existența lagărelor de concentrare , despre bomba zburătoare V-1 și racheta V-2,). Guvernul polonez în exil a creat comandourile de elită cichociemni pentru a asigura cooperarea cu luptătorii din patria ocupată. Guvernul polonez în exil a încercat să folosească parașutiștii Brigăzii independente I în timpul Operațiunii Tempest, dar cererea lor a fost respinsă de cele mai înalte foruri militare aliate. 